# Ștefan de Aumale

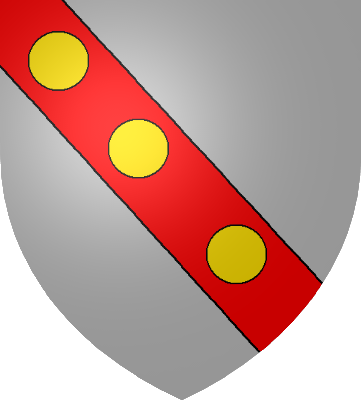
Blazonul conților de Aumale

Ștefan de Aumale (Stephen of Aumale n. cca. 1070–d. 1127) a fost conte de Aumale începând de dinainte de 1089 și până la moarte, precum și senior de Holderness (în Yorkshire).

## Viața
Ștefan era fiul contelui Odo de Champagne, cu Adelaida de Normandia, contesă de Aumale și soră a ducelui Guillaume al II-lea de Normandia. Ștefan a succedat mamei sale în poziția comitală cândva înainte de 1089.
În conspirația din 1095 îndreptată împotriva regelui William al II-lea "Rufus", obiectul rebelilor era acela de a-l plasa pe Ștefan însuși pe tronul Angliei. Ștefan era văr primar cu regele William Rufus al Angliei și cu ducele Robert Curthose de Normandia. Conducătorii complotului erau Robert de Mowbray și contele Guillaume al III-lea de Eu. Ștefan a fost condamnat la închisoare, însă a reușit să fugă din Anglia. Tatăl său, Odo de Champagne a pierdut fiefurile din Anglia din cauza complicității sale.
În 1096, Ștefan s-a raliat primei cruciade, participând alături de ducele Robert Curthose de Normandia. Ca urmare a morții regelui William Rufus, în 1102 lui Ștefan i-au fost înapoiate teritoriile confiscate de la tatăl său, precum și titlul de senior de Holderness, Yorkshire. În 1104, el a luat partea lui Henric I în disputa acestuia cu Robert al II-lea Curthose, însă în 1118, atunci când Guillaume Clito s-a răsculat împotriva lui Henric, Ștefan i-a acordat sprijinul, alături de contele Balduin al VII-lea de Flandra. În cele din urmă, Ștefan i s-a supus regelui Henric I în 1119.

## Familia
Ștefan a fost căsătorit cu Hawise, fiică a lui Ranulf de Mortimer, Lord de Wigmore și senior de St. Victor-en-Caux, cu Mélisenda. Copiii lor au fost :
- Guillaume cel Gros (n. cca. 1101 - d. 1179), conte de Aumale ((Albemarle); căsătorit cu Cecilia de Skipton,[a] fiica lui William fitz Duncan.[7]
- Ștefan cel Gros,[7] (n. cca 1112), menționat la 1150 ; căsătorit cu fiica lui Roger Mortimer
- Enguerrand sau Ingelran de Aumale,[7] (n. cca 1105), menționat la 1150 ;
- Agnes, (n. cca. 1117–d. după 1170), căsătorită cu Guillaume de Roumare (d. 1151), fiul lui William de Roumare, Earl of Lincoln.